# 呂道貴
呂道貴（?—?），隋朝济南郡（今山东省济南市）人，隋文帝的舅舅，隋文帝母亲呂苦桃的兄弟，吕永吉的叔叔。

## 生平
呂道貴是济南的平民。父亲吕双周，母亲姚氏。呂道貴性情尤其愚蠢，言词粗俗。开始从乡下征召到长安，隋文帝见到后悲痛哭泣。呂道贵一点没有悲伤的表情，只是连呼文帝的名字杨坚，说：“种从根上一定不能偷换，你太像我的苦桃姐姐了。”这以后多次犯忌讳，动不动就违背顶撞皇帝，皇帝很替他羞耻。于是命高颎给他丰厚待遇，不许接见朝士。拜为上仪同三司，出为济南太守，令即上任，断绝他入朝的机会。吕道贵还到本郡，十分自大，每与别人说话，自称皇舅。多次带领仪卫出入乡里，和故人游玩宴会，官民都吃了很多苦头。后来废除郡这一级，他在家中去世，子孙没有出名的。

## 家庭
| 成員 | 姓名       | 備註                                                   |
| ---- | ---------- | ------------------------------------------------------ |
| 父亲 | 吕双周     | 上柱国、太尉、八州诸军事、青州刺史，封齐郡公，谥号敬。 |
| 母亲 | 姚氏       | 齐郡公夫人。                                           |
| 姐姐 | 吕苦桃     | 隋文帝杨坚母亲，谥号元明皇后。                         |
| 姐夫 | 杨忠       | 隋文帝杨坚父亲，谥号武元皇帝，庙号太祖。               |
| 侄子 | 吕永吉     | 袭爵齐郡公。                                           |
| 外甥 | 杨坚隋文帝 | 隋朝开国皇帝，谥号文皇帝，庙号高祖。                   |